# Rive-Sud
Rive-Sud (engl. South Shore, dt. „Südufer“), auch Couronne Sud („südlicher Kranz“) genannt, ist der Sammelbegriff für die südlichen Vororte von Montreal. Sie liegen im Südwesten der Provinz Québec entlang dem Südufer des Sankt-Lorenz-Strom, gegenüber der Insel Île de Montréal. Die Region umfasst 28 Gemeinden in der Verwaltungsregion Montérégie. Zahlreiche dieser Gemeinden liegen eigentlich östlich von Montreal, da der Sankt-Lorenz-Strom seine Fließrichtung ändert.

## Gemeinden
| - Belœil - Boucherville - Brossard - Candiac - Carignan - Chambly - Châteauguay - Contrecœur - Delson - Kahnawake (Indian reserve) - La Prairie - Longueuil - McMasterville - Mont-Saint-Hilaire | - Otterburn Park - Saint-Amable - Saint-Antoine-sur-Richelieu - Saint-Basile-le-Grand - Saint-Bruno-de-Montarville - Sainte-Catherine - Saint-Constant - Saint-Isidore - Sainte-Julie - Saint-Lambert - Saint-Marc-sur-Richelieu - Saint-Mathias-sur-Richelieu - Saint-Philippe - Varennes |